# Холодновідка
Хо́лодновідка (колишня назва — Зимновідка) — село в Україні, у Зимноводівській сільській громаді, Львівського району, Львівської області. До 2020 року села Холодновідка та Лапаївка підпорядковувалися Лапаївській сільській раді, нині орган місцевого самоврядування — Зимноводівська сільська громада. Населення становить 1319 осіб.

## Назва
За роки радянської влади село в документах називали «Холодноводківка». 1989 року селу надали сучасну назву.

## Географія
Холодновідка розташована у південно-західній  частині колишнього Пустомитівського району. На сході межує з місцевістю Сигнівка у Залізничному районі м. Львова, на півдні — з с. Басівка, на південному заході — з с. Басівка, на заході — з с. Зимна Вода, на південному заході — з с. Оброшине. Попри південну межу села проходить автомобільна траса «Львів-Городок». Відстань до Пустомит становить 15 км, що проходить автошляхом місцевого значення. Відстань до найближчої залізничної станції Скнилів становить 4 км.

### Водойми
Село знаходиться в межах водного басейну Дністра, завдяки річці Зимна Вода, яка починається у Скнилівку й тече через Скнилів та Холодновідку до Зимної Води.

## Населення
За даними всеукраїнського перепису населення 2001 року в селі мешкало 908 осіб. Нині у селі мешкає 1319 осіб
Мова
Розподіл населення за рідною мовою за даними перепису 2001 року був наступним:
| українська | 902 | 99,34 |
| російська  | 5   | 0,55  |
| вірменська | 1   | 0,11  |

## Історія
Власником «великої земельної ділянки» на території села була латинська капітула РКЦ у Львові.
Львівський римо-католицький канонік Францішек Тома 5 червня 1856 року при місцевій римо-католицькій плебанії заснував притулок для збіднілих мешканців Зимновідки та Басівки, який 31 грудня 1857 року офіційно був затверджений розпорядженням намісника цісаря в Галичині Агенора Голуховського. Станом, на 1873 рік, фінансові активи закладу становили 849 злотих, прибуток за рік становив 42 злотих.
Станом на 1890 рік в селі було 555 будинків, де мешкало 608 осіб. За віросповіданням: 14 — греко-католики, 564 — римо-католики, 22 юдеї та 8 інших віросповідань, а за національною приналежністю — 13 русинів (українців), 595 поляків. Римо-католицька парафія знаходилася в с. Зимна Вода, греко-католицька — у Рудному. В селі діяла однокласна школа.

## Пам'ятники

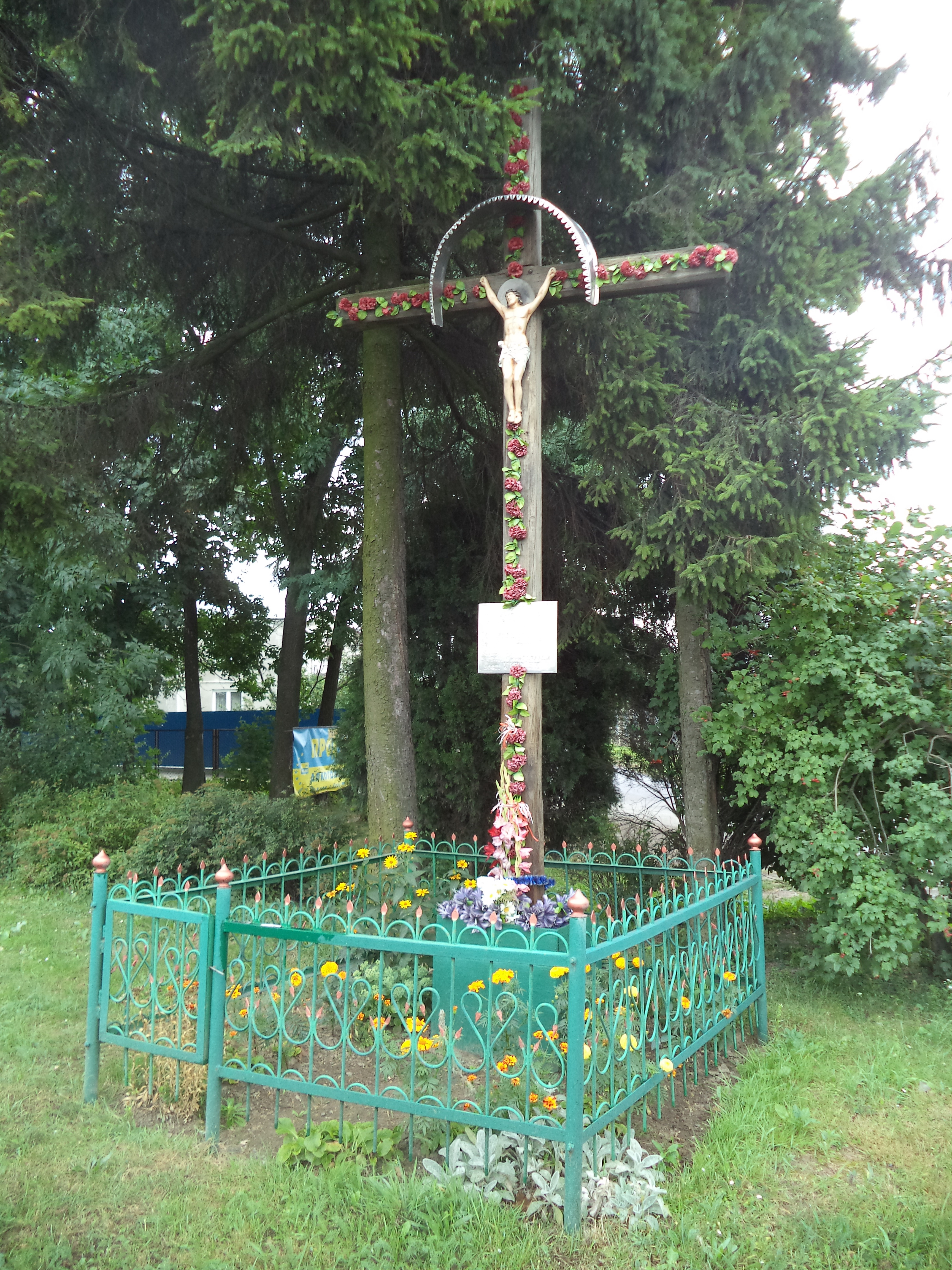
Пам'ятний хрест на честь скасування панщини 1848 року

- Пам'ятний хрест, що знаходяться при трасі «Львів-Городок», був встановлений ще у 1848 році, на честь скасування панщини у Австро-Угорщині. За часів радянської влади зруйнований і лише у 1996 році відновлений на старому місці. Відкриття відновленої пам'ятки відбулося у рамках святкування 5-ї річниці проголошення Незалежності України.